# 博卡德爾里奧 (韋拉克魯斯州)

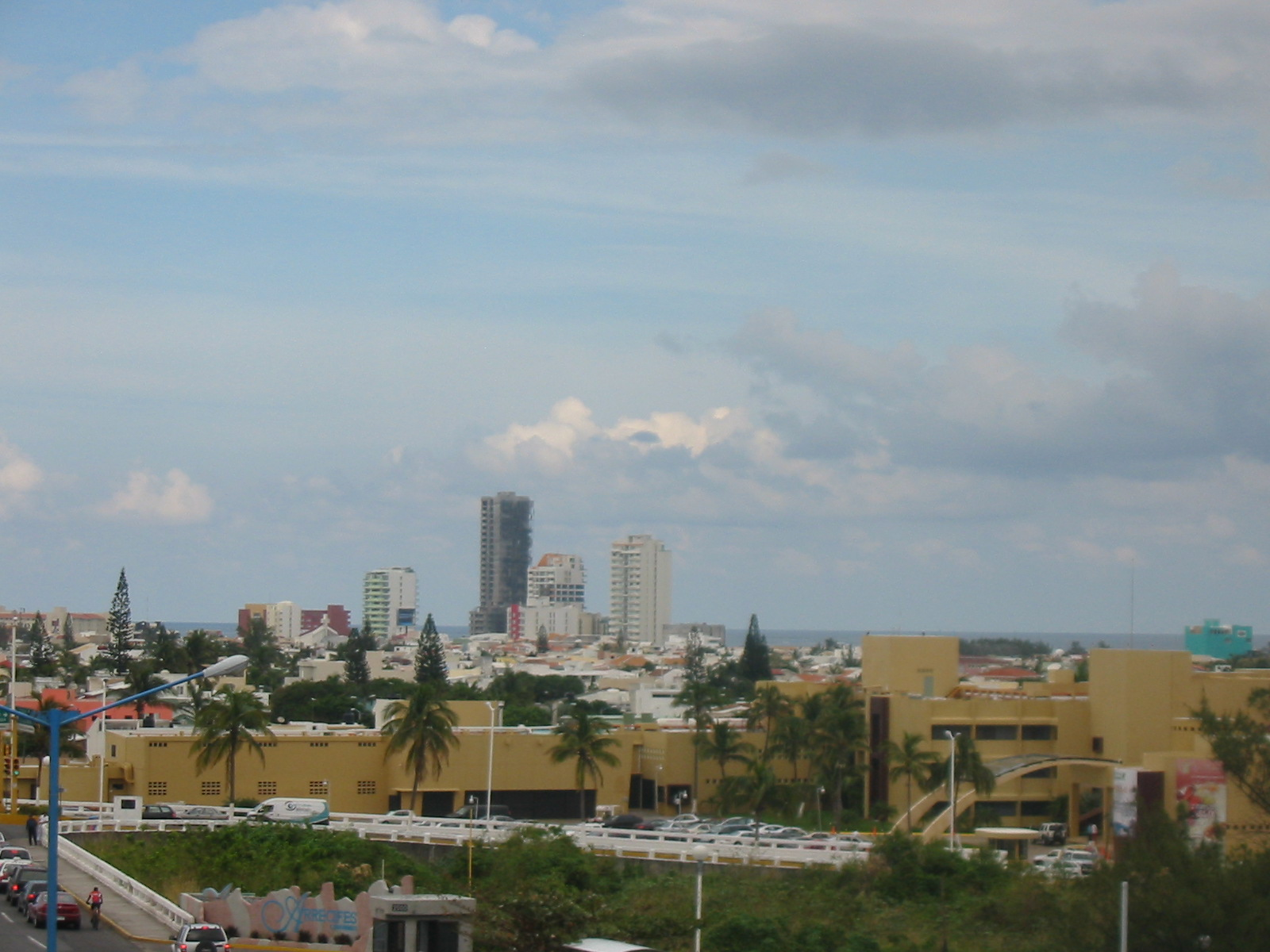

博卡德爾里奧是墨西哥的城市，由韋拉克魯斯州負責管轄，位於該國東南部，距離首都墨西哥城約400公里，始建於1520年代，面積42.77平方公里，海拔高度16米，2010年人口9,947。